# マートル・ゴンザレス
マートル・ゴンザレス（Myrtle Gonzalez, 1891年9月28日 - 1918年10月22日）は、アメリカ合衆国の女優である。

## 人物・来歴
1891年（明治24年）9月28日、アメリカ合衆国のカリフォルニア州ロサンゼルス市に生まれる。
1913年（大正2年）、ヴァイタグラフ・カンパニー・オヴ・アメリカ（ヴァイタグラフ・スタジオ）に入社、同社が量産する短篇映画に出演した。1914年（大正3年）、1作のみ、ユニヴァーサル・フィルム・マニュファクチュアリング・カンパニー（現在のユニバーサル・ピクチャーズ）での作品に出演している。The Yaqui's Revenge という西部劇の短篇映画で、ウィリアム・クリフォードの相手役を務めた。
翌1915年（大正4年）、ユニヴァーサルに移籍、第1作は Inside Facts であった。同年入社2作目の The Bride of the Nancy Lee 以降は、リチャード・スタントンとの数作を除き、すべてリン・F・レイノルズ監督作への出演となった。
1916年（大正5年）、ユニヴァーサル傘下のブルーバード映画が製作した『沼の少女』、『沼の秘密』が日本でも公開され、たいへんな人気となる。1917年（大正6年）の『南方の判事』が日本でも大ヒットする。同年、アレン・ワットと結婚、『独艇の根拠地』を最後に休業する。
1918年（大正7年）、全世界で猛威を振るったスペインかぜに罹患し、同年10月22日、同病による心不全によりロサンゼルス市内で死去した。満27歳没。同年12月に日本で創刊された『活動評論』では、見開き2ページの『汝悲しいマートルよ』と題した追悼文が掲載された。
2022年11月23日、米国版Google Doodleでゴンザレスが紹介された。11月23日は彼女が主演した短編映画『The Level』（1914年）の公開記念日である。

## フィルモグラフィ

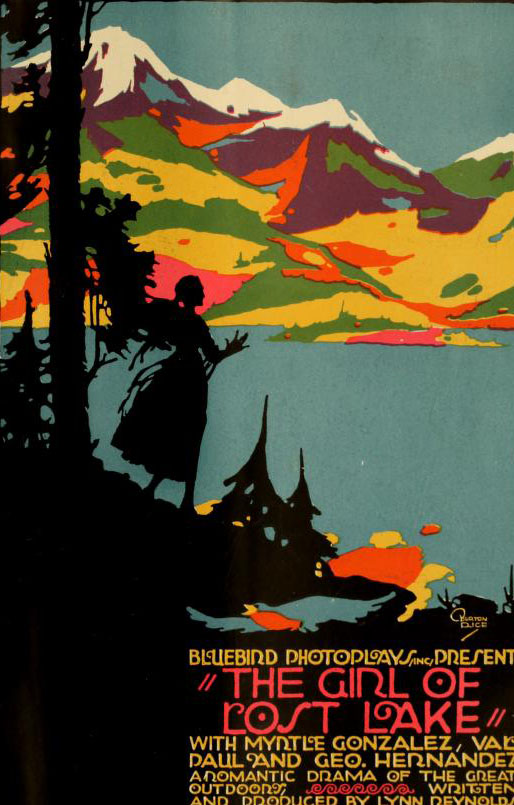
File:The Girl of the Lost Lake (1916)

- The Yellow Streak : 監督ウィリアム・J・ボーマン、1913年
- The Spell : 監督ローリン・スタージョン、1913年 - A Friend of Mary's
- The Courage of the Commonplace : 監督ローリン・スタージョン、1913年 - The Farm Worker's Younger Daughter
- Salvation Sal : 監督ロバート・ソーンビー、1913年 - Salvation Sal
- The White Feather : 監督ウィリアム・J・ボーマン、1913年
- Thieves : 監督ウィリアム・J・ボーマン、1913年
- Deception : 監督ウィリアム・J・ボーマン、1913年 - 「Myrtle Gonzales」名義
- Sacrifice : 監督ハーディー・カークランド、1913年
- The Uprising of Ann : 監督ハーディー・カークランド、1913年 - The Teacher
- Any Port in a Storm : 監督ハーディー・カークランド、1913年 - 「Myrtle Gonzales」名義
- Her Husband's Friend : 監督ハーディー・カークランド、1913年
- Francine : 監督ユリシーズ・デイヴィス、1914年 - Emeline
- Their Interest in Common : 監督ローリン・スタージョン、1914年
- The Masked Dancer : 監督バートン・キング、1914年 - Alice Martin
- Tainted Money : 監督バートン・キング、1914年 - Constance Bennett, John's Daughter
- The Winner Wins : 監督ウィリアム・J・ボーマン、1914年
- Buffalo Jim : 監督ユリシーズ・デイヴィス、1914年 - 「Myrtle Gonzales」名義
- The Yaqui's Revenge : 監督不明、1914年
- The Ghosts : 監督ウィリアム・J・ボーマン、1914年
- Millions for Defence : 監督ユリシーズ・デイヴィス、1914年
- The Little Sheriff : 監督ジョージ・スタンリー、1914年
- The Kiss : 監督ユリシーズ・デイヴィス、1914年 - Helen, George's fiancée
- Tony, the Greaser : 監督ローリン・スタージョン、1914年 - Mary Blake
- The Sea Gull : 監督ローリン・スタージョン、1914年
- Captain Alvarez : 監督ローリン・スタージョン、1914年 - Mercedes, Bonita's companion
- The Power to Forgive : 監督ジョージ・スタンリー、1914年
- His Wife and His Work : 監督ユリシーズ・デイヴィス、1914年 - 「Myrtle Gonzales」名義 : Knowles' Wife
- Ward's Claim : 監督ユリシーズ・デイヴィス、1914年 - Shirley Ward
- Anne of the Mines : 監督ユリシーズ・デイヴィス、1914年 - 「Myrtle Gonzales」名義 : Anne
- The Choice : 監督ユリシーズ・デイヴィス、1914年 - 「Myrtle Gonzales」名義
- Sisters : 監督ユリシーズ・デイヴィス、1914年
- The Sage-Brush Gal : 監督ローリン・スタージョン、1914年 - Mary - Ted's Sweetheart
- The Level : 監督ユリシーズ・デイヴィス、1914年
- Love Will Out : 監督ユリシーズ・デイヴィス、1914年
- The Legend of the Lone Tree : 監督不明、1915年
- The Game of Life : 監督ユリシーズ・デイヴィス、1915年
- The Chalice of Courage : 監督ローリン・スタージョン、1915年 - Enid Maitland
- A Child of the North : 監督ローリン・スタージョン、1915年 - 「Myrtle Gonzales」名義 : Lillian Baker
- The Man from the Desert : 監督ユリシーズ・デイヴィス、1915年 - Spencer's Daughter
- A Natural Man : 監督ユリシーズ・デイヴィス、1915年
- The Repentance of Dr. Blinn : 監督デビッド・スミス、1915年
- The Quarrel : 監督ユリシーズ・デイヴィス、1915年
- His Golden Grain : 監督ユリシーズ・デイヴィス、1915年
- Through Troubled Waters : 監督ユリシーズ・デイヴィス、1915年
- The Ebony Casket : 監督不明、1915年
- Inside Facts : 監督リチャード・スタントン、1915年
- Does It End Right? : 監督不明、1915年
- Her Last Flirtation : 監督ユリシーズ・デイヴィス、1915年
- The Bride of the Nancy Lee : 監督リン・F・レイノルズ、1915年 - Myrtle Fairchild/Grandmother
- The Terrible Truth : 監督リン・F・レイノルズ、1915年
- Missy : 監督リン・F・レイノルズ、1916年
- Her Dream Man : 監督リン・F・レイノルズ、1916年
- The Wise Man and the Fool : 監督リン・F・レイノルズ、1916年
- Her Greatest Story : 監督リン・F・レイノルズ、1916年
- The Heart of Bonita : 監督リン・F・レイノルズ、1916年
- The Windward Anchor : 監督リン・F・レイノルズ、1916年 - Mrs. Jamison
- Lonesomeness : 監督リン・F・レイノルズ、1916年
- The Secret Foe : 監督リン・F・レイノルズ、1916年 - 「Myrtle Gonzales」名義
- Fool's Gold : 監督リチャード・スタントン、1916年
- Bill's Wife : 監督リン・F・レイノルズ、1916年
- The Brink : 監督リン・F・レイノルズ、1916年
- The Gambler : 監督リン・F・レイノルズ、1916年
- Miss Blossom : 監督リン・F・レイノルズ、1916年
- The Thief of the Desert : 監督リン・F・レイノルズ、1916年
- Her Great Part : 監督リン・F・レイノルズ、1916年
- Grouches and Smiles : 監督リン・F・レイノルズ、1916年
- It Happened in Honolulu : 監督リン・F・レイノルズ、1916年 - Mabel Wyland
- The Unexpected Scoop : 監督リチャード・スタントン、1916年
- 『沼の秘密』 The Secret of the Swamp : 監督リン・F・レイノルズ、1916年 - Emily Burke
- 『沼の少女』 The Girl of Lost Lake : 監督リン・F・レイノルズ、1916年 - Jude Clark
- The Pinnacle : 監督リチャード・スタントン、1916年
- 『雲間の月』 A Romance of Billy Goat Hill : 監督リン・F・レイノルズ、1916年 - Miss Lady
- 『虹晴』 The End of the Rainbow : 監督リン・F・レイノルズ、1916年 - Ruth Bennett
- 『神の坩堝』 God's Crucible : 監督リン・F・レイノルズ、1917年 - Virginia Phillips
- 『運命の浪』 Mutiny : 監督リン・F・レイノルズ、1917年 - Esther Whitaker
- 『南方の判事』 Southern Justice : 監督リン・F・レイノルズ、1917年 - Carolyn Dillon
- 『大自然』 The Greater Law : 監督リン・F・レイノルズ、1917年 - Barbara Henderson
- 『独艇の根拠地』 The Show Down : 監督リン・F・レイノルズ、1917年 - Lydia Benson（遺作）

## 関連事項
- ヴァイタグラフ・スタジオ （en:Vitagraph Studios）

## 註
1. 1 2 3 4 5 6 7  Myrtle Gonzalez, Internet Movie Database （英語）, 2010年4月16日閲覧。
2. ↑  『日本映画発達史 I 活動写真時代』 、田中純一郎、中公文庫、1975年12月10日 ISBN 4122002850, p.257-261.
3. ↑  『日本映画発達史 I 活動写真時代』、p.322-323.
4. 1 2  『活動評論』大正7年12月創刊号、1918年、p.10-11.
5. 1 2  “Celebrating Myrtle Gonzalez Doodle - Google Doodles” (英語). doodles.google. 2024年4月8日閲覧。
6. ↑  “The Level (Short 1914)”.   IMDB. 2024年4月8日閲覧。